# 坂本慶一
坂本 慶一（さかもと けいいち、1925年5月20日 - 2017年3月24日）は日本の経済学者。京都大学名誉教授。農業経済学を専門とし、農政問題について活発に発言した。またフランスの初期社会主義研究でも知られる。

## 経歴
1925年、青森県で生まれた。 京都大学農学部農林経済学科で学び、戦後の1951年に卒業。1953年よりベルギーに留学。
1958年11月、京都大学農学部農林経済学科助教授に就いた。1965年、学位論文『フランス産業革命期の農業思想に関する研究』を京都大学に提出して農学博士号を取得。また、同1965年に龍谷大学教授に転じた。1967年、フランスに留学。
1971年10月、京都大学農学部農林経済学科教授となり、農学原論講座を担当した。1977年12月に京都大学農学部長となり、1979年12月まで2年間務めた。1989年3月に京都大学を退官し、名誉教授となった。同1989年4月からは大阪産業大学経済学部教授として教鞭をとった。1992年4月、福井県立大学が設立されると、初代学長に就いた(1998年まで)。
その他役職・委員
- 1975年12月 京都大学評議員（1976年10月）
- 1977年12月 京都大学農学部長（1979年12月まで）

## 著作
著書
- 『フランス産業革命思想の形成：サン＝シモンとサン＝シモン派』未來社、1961
- 『マルクス主義とユートピア：初期マルクスとフランス社会主義』紀伊国屋書店 1970
- 『日本農業の再生』中央公論社 1977
- 『戦後農政の再検討：基本法農政の理念と現実』柏祐賢と共編著、ミネルヴァ書房 1978
- 『日本農業の転換』ミネルヴァ書房　1980
- 『農村地域の再編と管理』福田稔と共編著、明文書房 1981
- 『地域農業の革新：淡路島における地域複合体の形成』高山敏弘と共編著、明文書房 1983
- 『地域産業複合体の展開』共編著 明文書房 1986
- 『近代フランスの農業思想』世界書院 1987
- 『米：輸入か農の再生か』編著、学陽書房 1987
- 『人間にとって農業とは』編著、学陽書房 1989[3]
- 『「農」の世界の意味：「農」と「生」の相関を中心に』京都大学国際高等研究所 2001

訳書
- 『資本主義と農村共同体』アルベール・ソブール著、飯沼二郎と共訳、未來社 1956
- コンシデラン「社会主義の原理」『世界大思想全集』第2期第10巻 1959
- 『フランス経済理論の発展：ボワキュベール、ケネー、セーの国民所得論』ジャン・モリニエ著、未來社 1962
- 『現代マルクス経済学』1-4、エルネスト・マンデル著、岡田純一・西川潤と共訳、東洋経済新報社 1972年-1974
- サン=シモン「産業者の教理問答」『世界の名著』続8、中央公論社 1975